# Attentaterne i Catalonien 2017
Attentaterne i Catalonien 2017 skete ved angreb på menneskemængder med en varevogn og dernæst med en personbil. En varevogn påkørte den 17. august 2017 en gruppe fodgængere på La Rambla nær Plaça de Catalunya i Barcelona, hvor mindst 13 mennesker døde og mindst 100 blev sårede. To mistænkte flygtede derefter til fods. Ca. otte timer senere kørte en Audi A3 personbil ind i en menneskemængde i byen Cambrils, der ligger 110 km sydøst for Barcelona.
Politiet oplyste, at to mænd var blevet arresteret i forbindelse med angrebet i Barcelona, men at der ikke var tale om chaufføren. En mand oplystes at være blevet dræbt i et skyderi med politiet men menes ikke at have forbindelse til angrebet i Barcelona.
Driss Oubakir, en mand i 20'erne, født i Marokko, hævdedes at have lejet varevognen, der anvendtes til at påkøre fodgængerne, da politiet havde fundet hans identitetspapirer i varevognen. Han blev efterlyst og meldte sig selv til politiet og sagde, at han intet havde med angrebet at gøre, og at hans bror havde stjålet hans id-papirer. Broderen, Moussa Oukabir, blev efterlyst, idet politiet mente, at det var ham, der havde kørt varevognen.
BBC og Jyllands-Posten rapporterede, at terrororganisationen IS har erklæret at stå bag angrebet.

## Eksplosion i Alcanar
Den 16. august 2017, dagen før angrebet i Barcelona, skete en eksplosion i et hus i den catalanske by Alcanar. En kvinde blev dræbt under sprængningen og seks andre personer blev såret. Der skete også skader på nabohuse. Politiet mente først, at der var tale om en gaseksplosion, men senere har de sat eksplosionen i forbindelse med Barcelona angrebet. En marokkansk mand blev skadet under eksplosionen og blev kørt til hospitalet, hvor han også skulle afhøres af politiet. 20 beholdere med butan og propan blev fundet inde i huset. Endnu en eksplosion skete på samme sted under udgravningen. Mindst ni personer blev kvæstet, heraf blev en politibetjent alvorligt såret.

## Angreb i Cambrils
Tidligt om morgenen den 18. august i Cambrils skød og dræbte politiet fem personer, efter at de havde påkørt fodgængere med en Audi A3. Mændene blev ifølge politiet sat i forbindelse med angrebet i Barcelona dagen før. Nogle af de dræbte bar falske bombebælter. Mindst seks civile, heriblandt en cubansk turist, samt en politibetjent blev skadet. En kvinde blev hårdt kvæstet og døde senere samme dag på hospitalet.

## Efterforskning og gisninger
Spansk politi har oplyst, at de mener, at den indtil videre forsvundne fører af varevognen var Moussa Oukabir, lillebror til Driss Oukabir. Desuden har de meddelt, at de mener, at de tre angreb er iscenesat af en terrorcelle på tolv personer.
Sent om aftenen den 18. august blev det stadfæstet, at Moussa Oukabir var en af de fem mænd, som politiet havde dræbt i bilangrebet i Cambrils.
Terrorforsker på Institut for Statskundskab, Aarhus Universitet, Claus Bagge Laustsen, har den teori, at angrebene i Barcelona og Cambrils kan have været plan B for den formodede terrorcelle, der udførte angrebene, og at disse blev udløst af, at en bombe ved et uheld sprang i huset i Alcanar, og at de derved måtte improvisere og finde på en ny plan, der bestod i at leje biler for at køre ind i menneskemængder for at slå så mange ihjel som muligt. Bilerne blev først lejet efter eksplosionen i Alcanar.

## Galleri
- Ramblaen set fra syd.
- Miro mosaikken på Ramblaen, hvor varevognen blev stoppet.
- Ét minuts stilhed på Plaça Catalunya (18.08.17 kl. 12:00).